# SUSIE
Pour les articles homonymes, voir Susie.
SUSIE (acronyme de « Supervision de systèmes d’intelligence en essaim ») est un programme du ministère français des Armées consacré à différentes expérimentations sur le thème des essaims de drones.
Des formations existent en France pour l'apprentissage sur ce système du contrôle d'essaims de drones sur le champ de bataille.